# Smiths Falls
Pour les articles homonymes, voir Smiths.
Smiths Falls est une ville de l'Est de l'Ontario au Canada, située précisément à environ 72 kilomètres au sud-ouest de la capitale canadienne, Ottawa, précisément dans les limites du comté de Lanark, mais distincte administrativement. Le canal Rideau traverse la ville et comporte intra muros une dénivellation de 15 mètres et pour assurer le passage des embarcations, quatre écluses. Sa population, en 2021, est de 9 254 habitants.

## Carrefour ferroviaire

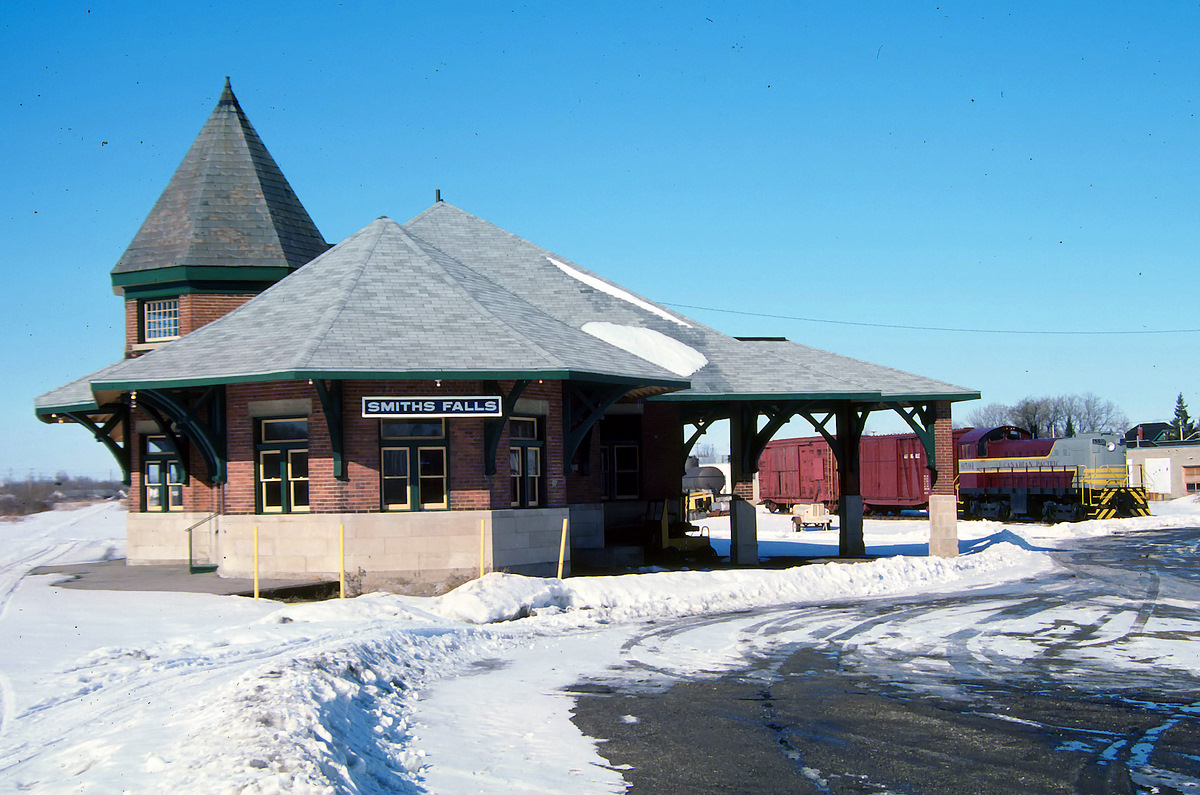
La gare du Canadien National de Smiths Falls, désignée lieu historique national du Canada.

La ville de Smiths Falls constitue depuis longtemps un carrefour ferroviaire d'importance. Des lignes y permettaient le transit vers Ottawa et Napanee, avec le Canadian Northern Railway (la ligne vers Napanee a été ensuite démantelée), vers Brockville et Carleton Place avec le Brockville & Ottawa Railway et vers Montréal et Toronto par la plus grande ligne de la ville, celle du Canadian Pacific Railway.
La ville est célébrée pour le canal Rideau et la Gare du Canadian Northern à Smiths Falls, des lieux historiques nationaux du Canada.
La gare CNoR abrite maintenant un musée ferroviaire, le Railway Museum of Eastern Ontario. La gare historique CPR abrite un théâtre. Les trains de passagers de Via Rail qui assurent le lien entre Toronto et Ottawa passent par Brockville et Smiths Falls.

## Démographie
| 2001  | 2006  | 2011  | 2016  |
| ----- | ----- | ----- | ----- |
| 9 140 | 8 777 | 8 978 | 8 780 |

| 2021  | - | - | - |
| ----- | - | - | - |
| 9 254 | - | - | - |

## Sports
En 1906, l'équipe de hockey sur glace de la ville, qui évolue dans la Ligue fédérale de hockey amateur, lance un défi aux champions en titre de la Coupe Stanley, les Sénateurs d'Ottawa. L'équipe perd les deux rencontres 6-5 et 8-2 avec Percy LeSueur dans les buts.